# Orich Viktor
Orich Viktor (Temesvár, 1888. március 10. – Temesvár, 1957. május 1.) erdélyi magyar újságíró, szerkesztő, közíró.

## Életútja
A reálgimnázium elvégzése után gyakornok a Katona Imre szerkesztésében megjelenő Független Újságnál. Rövid ideig a Temesvári Hírlap munkatársa, majd közel két évtizedig a Lovas Antal szerkesztette Temesvarer Zeitungnál dolgozik. Közben különböző lapokat adott ki magyar és német nyelven: a Thália című színházi lapot (1915–19), Sajó Sándor karikaturistával közösen a Panoptikum és Revü című vicclapokat (1922–24). Az 1920-as évek elején Vasárnapi Reggeli Újság címmel politikai hetilapot is indított. Elnöke volt a temesvári írók és művészek 1928-ban alakult Fészek Klubjának. 1935–40 között felelős szerkesztőként jegyezte a Temesvári Futár című heti riportlapot, amely 1937-től Bánsági Futár címmel jelent meg.
Összeállította és kiadta Temes megye lak- és címjegyzékét (1939), ugyanekkor önálló könyvvel is jelentkezett, melyben az első világháború okait vizsgálta, dokumentumokkal mutatva rá az 1930-as évek végén kibontakozó válság eredőire.
Munkája: Quo vadis Europa? (Temesvár 1939).